# OpenBSD
OpenBSD je na Unixu BSD 4.4 temelječ prost operacijski sistem s prosto dostopno izvorno kodo (dovoljenje Berkeley Software Distribution - BSD). Koordinator projekta je Theo de Raadt iz kanadskega Calgaryja, aktivno pa ga razvija še približno 40 razvijalcev z vsega sveta. Razvojno drevo se je leta 1996 zaradi nesoglasij odcepilo od podobnega projekta NetBSD.
Razvijalci dajejo največ poudarka varnosti sistema pred vdori in zlorabami, tudi če se to doseže na račun hitrosti. Na spletni strani se hvalijo, da se je do sedaj v privzeti namestitvi našla le ena varnostna luknja. Ta je bila odkrita junija 2002 v OpenSSH. Za varnost je poskrbljeno s pazljivim pregledom izvorne kode, vključevanjem nekoliko starejših, a zato preizkušenih programov v distribucije, v prevajalnik GCC je vgrajena tehnologija ProPolice, tako da so prevedeni programi varni pred napadi prek sklada (angl. stack smashing), pomnilnik se upravlja po načelu W^X (Writable xor eXecutable), kar pomeni, da je neka pomnilniška stran lahko samo zapisljiva ali samo izvršljiva, nikoli pa oboje hkrati. Nekatere nevarne C-jevske funkcije za delo z nizi so bile nadomeščene z varnejšimi nadomestki, v sistem je vgrajena močna kriptografija, uvedeno je tudi umikanje in ločevanje privilegijev, naključni naslovi za nalaganje dinamičnih knjižnic, v nekatere strežniške programe pa so bile še dodatno vgrajene nekatere varovalke.
Ker koordinator in glavni avtor živi v Kanadi, ki ne omejuje izvoza šifrirnih tehnologij, po tej plati ni težav, do katerih zaradi stroge tovrstne ameriške zakonodaje prihaja pri drugih operacijskih sistemih. To tudi pomeni, da če se nahajate kjerkoli drugje kot na ozemlju ZDA ali Kanade, nekaterih delov ne smete naložiti z ameriških zrcalnih strežnikov.
Projekt se financira s prostovoljnimi prispevki, bodisi v denarju, bodisi v rabljeni strojni opremi, s prodajo izvirnih plošč CD, posterjev in majic. Nekaj časa ga je denarno podpiralo tudi obrambno ministrstvo ZDA, ki pa je na začetku leta 2003, ko se je de Raadt javno izrekel proti napadu na Irak, odreklo podporo. S tem so vsaj začasno odpadli hackathloni, ko so se aktivni razvijalci enkrat letno (po navadi maja) zbrali na razvijalskem zboru v Calgaryju.
Vsa programska oprema, ki tvori OpenBSD, je prosta, zato si jo lahko pretočite s številnih strežnikov (pazite le na prej omenjene omejitve glede ameriških zrcal), zaman pa boste iskali ISO slike plošč CD. De Raadt namreč želi prodati čim več plošč, ki so pomemben vir prihodkov.
Distribucija sicer vsebuje tudi vse potrebne pakete za namizno delo, vendar se je operacijski sistem ravno zaradi varnosti bolj prijel na strežniških področjih, kjer se zahteva poostrena varnost, ter pri postavljanju usmernikov (angl. router) in vdorobranov (požarnih zidov). Del operacijskega sistema je namreč tudi Packet Filter (bolj znan po kratici PF), ki omogoča nadzor omrežnega prometa, »prevajanje omrežnih naslovov« (NAT), oblikovanje prometa in uravnoteženje omrežnih obremenitev (omejevanje pasovne širine).
OpenBSD izide dvakrat letno - 1. maja in 1. novembra vsako leto. Vzdržujeta se izključno zadnji dve izdaji, uporabnik je tako skoraj primoran, da vsaj enkrat letno nadgradi sistem in tako ostaja na tekočem z dogajanjem.
Maskota OpenBSD je riba napihovalka (angleško blowfish) (družina Tetraodontidae) z imenom Puffy.